# Ga Himeji
Himeji Station (姫路駅 Himeji Eki) là một nhà ga trên tuyến Sanyō Shinkansen, nằm ở trung tâm của thành phố Himeji, Nhật Bản. Nhà ga này là điểm kết nối giữa các tuyến chính, Shikansen, Tuyến Bantan và Tuyến Kishin.

## Các ga lân cận
| «                             | «                | Dịch vụ               | »                | »                |
| JR West                       | JR West          | JR West               | JR West          | JR West          |
| Sanyo Shinkansen              | Sanyo Shinkansen | Sanyo Shinkansen      | Sanyo Shinkansen | Sanyo Shinkansen |
| ----------------------------- | ---------------- | --------------------- | ---------------- | ---------------- |
| Nishi-Akashi                  | Nishi-Akashi     | -                     | Aioi             | Aioi             |
| Sanyo Main Line, JR Kobe Line |                  |                       |                  |                  |
| Gochaku                       |                  | Local (Rapid Service) |                  | Agaho            |
| Kakogawa                      |                  | Special Rapid Service |                  | Agaho            |
| Bantan Line                   |                  |                       |                  |                  |
| Ga cuối                       |                  | Local                 |                  | Kyoguchi         |
| Kishin Line                   |                  |                       |                  |                  |
| Ga cuối                       |                  | -                     |                  | Harima-Takaoka   |